# Julia Lermontova
Julia Lermontova, Юлия Всеволодовна Лермонтова (21. prosince 1846 Petrohrad – 16. prosince 1919 Moskva) byla první žena na světě, která získala doktorát z chemie. Na ruskou univerzitu nebyla přijata, proto odjela studovat do zahraničí na univerzitu v Heidelbergu a na Humboldtovu univerzitu v Berlíně. Doktorát získala v roce 1874 na univerzitě v Göttingenu.  
Byla první ženou, která pracovala v oblasti aplikovaného výzkumu ropy a ropných produktů. Přispěla ve velké míře ke vzniku prvních ropných a plynárenských závodů v Ruském impériu. V roce 1881 se stala první ženou, která vstoupila do Ruské chemické společnosti, ve které aktivně pracovala až do roku 1888.
Na vědeckou karieru Julie měli vliv tři významní ruští chemici té doby, kteří ji pomáhali nebo u kterých pracovala. Byli to Dmitrij Ivanovič Mendělejev (1834 – 1907) – objevitel periodického zákona, Alexandr Michajlovič Butlerov (1828 – 1886) – jeden z hlavních tvůrců teorie chemické struktury a Vladimir Vasiljevič Markovnikov (1837 – 1904) – známý jako autor Markovnikovova pravidla, kterým v roce 1869 popsal reakce H-X alkenů.

## Mládí
Julia Vsevolodovna Lermontová se narodila 21. prosince 1846 v ruském Petrohradě Elisawjetě Andrejevně Kossikovské a generálu Vsevolodu Lermontovovi, který byl bratrancem ruského básníka Michaila Jurjeviče Lermontova. Mladí prožila v Moskvě, protože její otec velel moskevskému kadetnímu sboru.
Pocházela z aristokratické rodiny a její rodiče byli členy moskevské inteligence, proto bylo vzdělání jejich dětí vysokou prioritou. Julia studovala pod vedením soukromých učitelů, a přestože její rodina nechápala její zájem o přírodní vědy, neodrazovala ji od nich. Julia tak doma četla odbornou literaturu a prováděla jednoduché experimenty.

## Vzdělání

### V Rusku

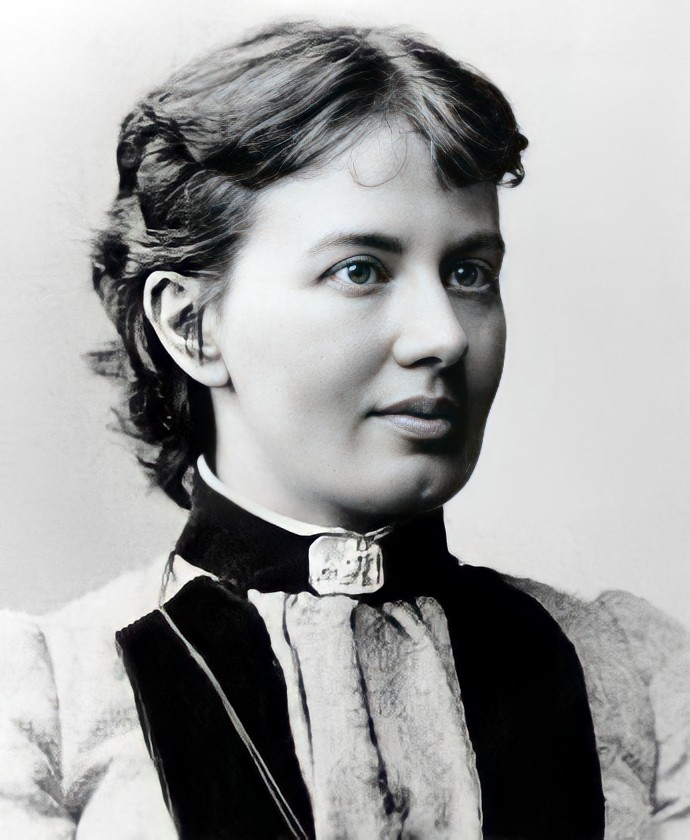
Sofja Kovalevská - matematička a celoživotní přítelkyně Julie

Julia Lermontová původně chtěla studovat medicínu, ale brzy zjistila, že nesnáší pohled na kostry a neunese chudobu svých pacientů. Proto se přihlásila ke studiu na Petrovskaia Agricultural College (nyní Timirjasew-College), která byla známá svým vynikajícím chemickým programem. I když ji podporovala řada profesorů, její žádost byla nakonec zamítnuta. Tehdy se rozhodla studovat v zahraničí. Její sestřenice Anna Evreinova ji seznámila s budoucí ruskou matematičkou Sofií Kovalevskou (1850 – 1891). Ta vstoupila do sňatku z rozumu, aby umožnila oběma ženám studovat na univerzitě v zahraničí a Julii mohla dělat doprovod.

### Zahraničí

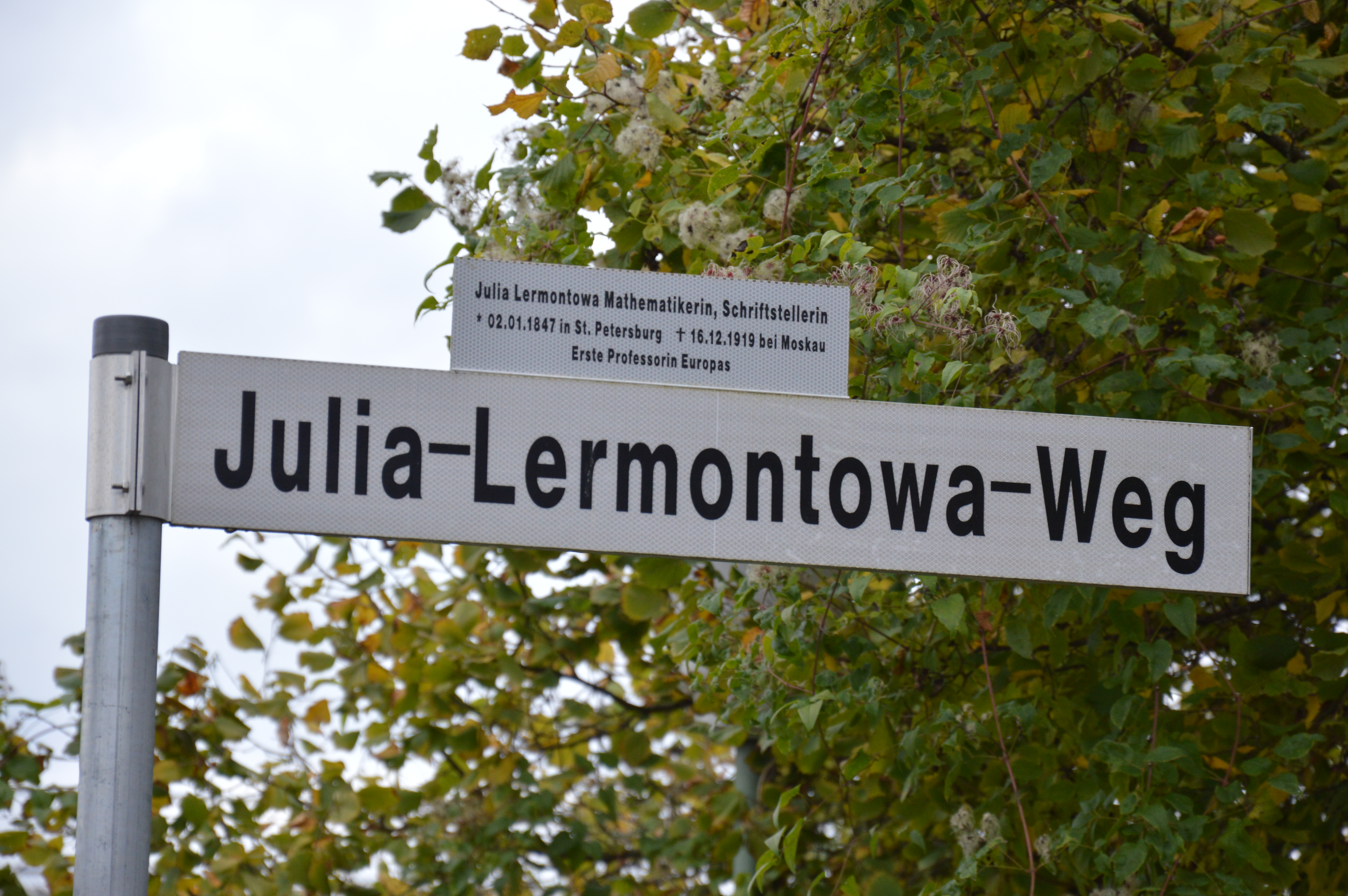
Ulice v Göttingenu pojmenovaná na počest Julie Lermontové

Na podzim roku 1869 ve věku 22 let přijela Julia do Heidelbergu. Ona ani Sofia Kovalevská nedostaly oficiální povolení ke studiu na univerzitě, ale po velkém úsilí dostaly povolení navštěvovat všechny přednášky, stejně jako ostatní studenti. Julia navštěvovala přednášky profesorů Roberta Wilhelma Bunsena, Gustava Roberta Kirchhoffa a Hofmanna Koppa. Zaujaly ji přednášky Bunsena a ten ji přijal do své laboratoře. Tam prováděla praktická cvičení: kvalitativní analýzu pomocí Bunsenovy metody, kvantitativní analýzu různých minerálů a separaci vzácných sloučenin platiny. Výzkum separace platinových slitin jí navrhl ruský chemik D. I. Mendělejev.
Do Berlína se přestěhovala, aby mohla provádět výzkum pod vedením německého chemika Augusta Wilhelma von Hofmanna. Pracovala v jeho soukromé laboratoři a navštěvovala jeho přednášky z organické chemie. Zde napsala svou první publikaci Ueber die Zusammensetzung des Diphenins. V roce 1874 dokončila svou disertační práci Zur Kenntniss der Methylenverbindungen, která byla o analýze methylových sloučenin. Na podzim téhož roku získala diplom doktora chemie na univerzitě v Göttingenu. Vystudovala magna cum laude (s velkou chválou) a stala se tak první ženou na světě, která získala doktorát z chemie.

## Kariera

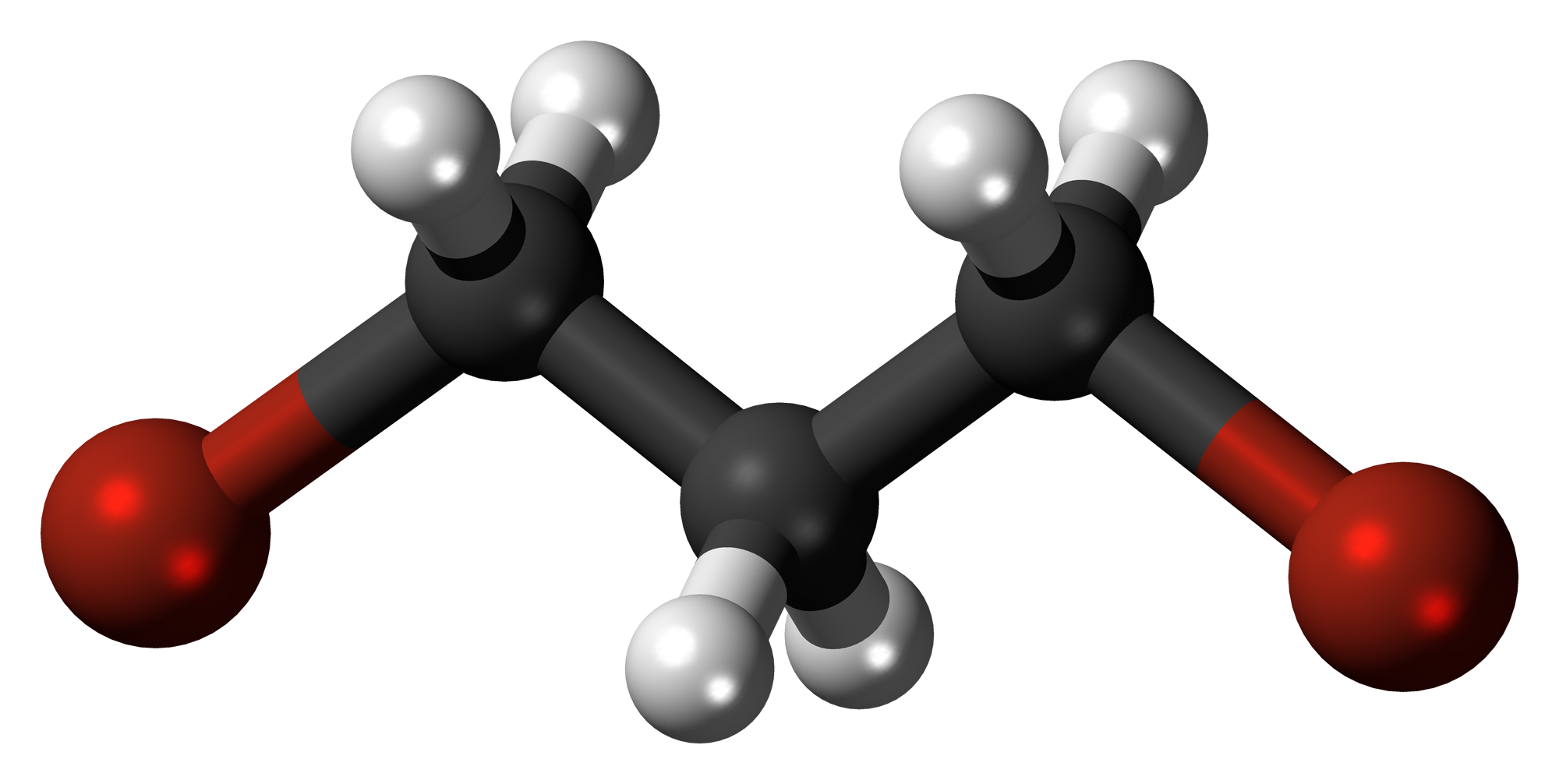
1,3-dibromopropan

V roce 1874 po dokončení vzdělání se vrátila do Ruska a začala pracovat v laboratoři Vladimira Vasiljeviče Markovnikova (1837 – 1904) na Moskevské univerzitě. Zde v roce 1876 připravila 1,3-dibrompropan, což vedlo k syntéze kyseliny glutarové, kterou lze připravit reakcí dibrompropanu s kyanidem sodným nebo draselným za vzniku dinitrilu a pak následovanou hydrolýzou.
V roce 1878 přijala pozvání do Petrohradu od Alexandra Michajloviče Butlerova (1828 –1886), který ji umožnil navštěvovat jeho přednášky z organické chemie a nabídl jí speciální chemický výzkum "o účinku terciárního butyljódu na isobutylen v přítomnosti oxidů kovů". Zde prováděla výzkum kyseliny 2-methyl-2-butenové.

Butlerov-Eltekov-Lermontova reakce je organická reakce, která umožňuje přidání dalších větví (R) na uhlovodíky. Využívá se pro rozklad ropy a ropných produktů za účelem dosažení maximálního výtěžku aromatických uhlovodíků.

Alexandr Butlerov byl jedním ze zakladatelů moderní strukturní teorie organické chemie a Julia s ním spolupracovala na studiu rozvětvených alkenů. Většina jejich prací byla publikována pod Butlerovovým jménem, s výjimkou syntézy 2,4,4-trimethyl-2-pentenu v roce 1879.  

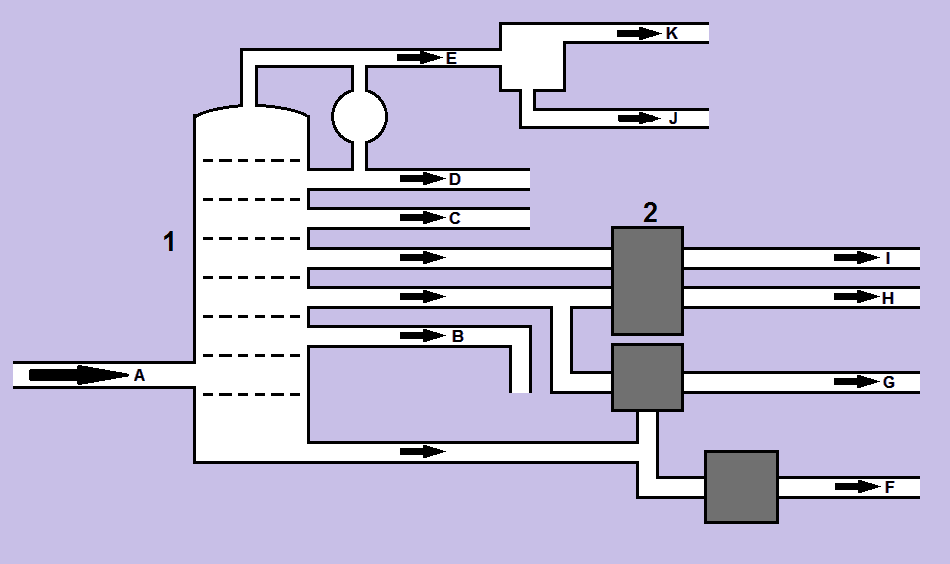
Schéma současné ropné destilační věže s odebíranými produkty. 1 – destilační věž 2 – pomocná věž A – ropa B – mazací olej C – petrolej D – benzín E – plynné uhlovodíky F – mazut G – těžký topný olej H – lehký topný olej I – nafta J – propan-butan K – rafinační plyn

V lednu 1878 na konferenci Ruské chemické společnosti podal A. P. Eltekov z Charkovské univerzity zprávu o nové metodě syntézy uhlovodíků vzorce CnH2n. Poznamenal, že mnoho z těchto experimentů již dříve provedla Julia. Tento výzkum se později stal velmi cenným pro vysoce rozvětvenou syntézu uhlovodíků a pro jejich průmyslovou výrobu. Tento proces se nazývá Butlerova–Eltekova–Lermontova reakce a používá se při syntéze motorových paliv.
V roce 1880 se Julia na Markovnikovu žádost vrátila do jeho laboratoře a věnovala se výzkumu ropy a složení kavkazského oleje. Byla první ženou, která pracovala v této oblasti aplikovaného výzkumu a byla první, kdo prokázal nadřazenost destilace oleje pomocí páry. Hlavním tématem její vědecké činnosti byl hluboký rozklad ropy. Kromě jiného vyvinula zařízení pro kontinuální destilaci ropy, ale zařízení nebylo možné přizpůsobit průmyslovému měřítku. Experimentálně prokázala, že ropa je vhodnější pro výrobu světelného petroleje než uhlí.
Julia zkoumala také kovy vhodné ke katalýze vysokoteplotních frakčních procesů při destilaci ropy. Se svým výzkumem byla první mezi chemiky, kteří určili nejlepší podmínky pro rozklad ropy a ropných produktů pro dosažení maximálního výtěžku aromatických uhlovodíků. Přispěla tak ve velké míře ke vzniku prvních ropných a plynárenských závodů v Ruském impériu.

## Pozdější život
Julia zdědila velký rodinný majetek v Semenkovu. Začala zde žít v letních měsících a nakonec se zde usídlila natrvalo. Po roce 1888 se přestala věnovat chemii a začala se zajímat o zemědělské vědy. Sýr, který začala vyrábět, se prodával po celém Rusku a na Ukrajině.  
Na jaře 1889 Julia vážně onemocněla dvojitým zápalem plic. Na podzim odcestovala do Stockholmu a navštívila zde Sofii Kovalevskou. V roce 1890 jí Sofie Kovalevská oplatila návštěvu. Do Petrohradu přijela i se svou dcerou Fufou. V roce 1891 Sofie Kovalevská zemřela a Julia Lermontová se až do své smrti starala o její dceru Fufu.
V roce 1917 po říjnové revoluci byl učiněn pokus o znárodnění panství v Semenkovo, avšak prostřednictvím intervence ministra školství Anatolije Lunascharského jí bylo dovoleno ponechat si toto panství.
Julia Lermontové zemřela v roce 1919 na krvácení do mozku. Protože se nikdy neprovdala a neměla vlastní děti, její nevlastní dcera Fufa (Sofia Kovalevská, 1878 –1952) zdědila její majetek.